# Mi-38直升机

## 歷史
自1980年代初以來，米-38的開發由 喀山直升機公司 進行 ，並在1989年巴黎航展期間首次展示了一個模型。1991年蘇聯解體后，喀山直升機公司與歐洲直升機公司合作，使Mi-38適應國際市場。1994年9月，Euromil股份公司成立，一個月後開始為該計劃提供資金。六分儀和普惠加拿大公司也將作為Mi-38航空電子設備和動力裝置設備的供應商參加該計劃。最初，這架直升機原定於1999年進行首次飛行測試，但直到1999年8月18日才簽署了完成第一架演示器的合同。2001年，在一架Mi-17直升機上對Mi-38的旋翼葉片進行了測試。2003年12月22日，第一架Mi-38演示機（PT-1）在喀山直升機廠上空進行了首飛。 
第二架原型機（OP-2）由普惠加拿大PW127/TS發動機提供動力，於2010年12月2日首飛。該原型機還配備了由跨斯航空開發的IBKO-38或IBKV-38航空綜合體，該綜合體為Mi-38實施了玻璃駕駛艙的概念。同月，OP-2進行了從喀山到莫斯科的首次長途飛行，飛行里程超過800公里。
2013年3月，國際航空聯合會證實，米-38原型機已經在E1h級中創下了五項紀錄。第二架原型機在無載荷的情況下達到8620公尺（28280英尺）以創下高度記錄。第二和第三項記錄是爬升速度;Mi-38在六分鐘內達到3000公尺（9843英尺）的高度，然後隨後在10分52秒內達到6000公尺（19685英尺）。另外兩項記錄是高度記錄：第一項記錄為7895公尺（25902英尺），有效載荷為1000千克（2205磅），第二項記錄為7020公尺（23031英尺），有效載荷為2000千克（4409磅）。
第三架原型機（OP-3）於2013年12月17日開始飛行測試。該直升機配備了一對俄羅斯克里莫夫TV7-117V渦輪軸發動機 which produce about 2,100 kW（2,800 shp） 其產生功率約為2100千瓦（2800馬力），而普惠加拿大PW127 / TS的功率為1900千瓦（2500馬力）。
第四架也是最後一架原型機（OP-4）於2014年10月16日首飛。與OP-3相同，它由Klimov TV7-117V發動機提供動力，但與第三原型車的不同之處在於其抗衝擊燃油系統和擴大的舷窗。
2015年12月30日，Rosaviatsiya認證了Mi-38，完成了測試和認證計劃，並允許交付第一台。認證基於第三和第四架飛行測試原型機，配備1900千瓦（2500馬力）Klimov TV7-117V發動機。
2017年7月，簽署了向俄羅斯國防部交付前兩架系列Mi-38的合同。喀山直升機工廠於2018年1月10日開始批量生產該直升機。到2020年止俄羅斯國防部總共計劃購買約15架直升機。 
2018年11月23日，軍用改型Mi-38T進行了首飛。 Mi-38T是Mi-38的專用運輸和實用程式版本。它是為了滿足俄羅斯國防部的要求而開發的。由於對俄羅斯實施的制裁歐洲直升機公司於2003年退出該方案。因此需要一架帶有俄羅斯全部自製的進版直升機。新型Mi-38T與早期的Mi-38有一些不同。它的所有部件，包括發動機和航空電子設備，都是在俄羅斯製造的，Mi-38T的全玻璃駕駛艙安裝了IBKO-38航電系統。包含五個多功能顯示器（TDS-12），兩個多用途控制和顯示面板，飛行導航和無線電通信設備控制面板。Mi-38T直升機由兩台Limo TV7-117V發動機提供動力，每台發動機的最大連續功率為1545kW。該發動機配備了新的數位控制（FADEC）系統。自製發動機號稱比加拿大普惠127T / S發動機更強大。Mi-38T的寬敞客艙最多可容納40名伞兵或12名擔架上的傷患或30個坐位，並由2名醫務人員陪同。貨艙最大貨物有效載荷高達5000kg，或在外部吊索有效載荷最大5000kg。300km/h，減少了醫療後送和貨物運輸任務期間的反應時間。Mi-38T直升機可以在白天或晚上在各種天氣條件下運行，溫度在-45°C至50°C之間。 它可以在結冰條件下執行任務，同時在高達6300公尺的高度飛行，有能力降落在毫無準備的地點。喀山直升機公司副總經理瓦迪姆·里蓋表示，米-38現在可以搭載多達40名乘客。俄羅斯國防部於2019年12月接收了前兩架系列Mi-38。
2020年1月，俄羅斯直升機公司宣佈已收到一家未指明的出口客戶（據俄羅斯媒體報道，在中東地區）訂購Mi-38T，用於“運輸和增加舒適的客艙配置”，從2021年到2022年交付。2020年8月，俄羅斯聯邦國防部又訂購了2架米-38，增加了舒適艙配置，緊急情況部於2021年8月訂購了9架。

## 參看
- 直-15

1. ↑  . TASS. 2014-10-20  [2019-12-16]. （原始内容存档于2022-12-10）.
2. ↑  . Flight Global. 2004-01-06  [2020-01-11]. （原始内容存档于2022-07-03）.
3. ↑  . armyrecognition.com/. 2010-12-02  [2020-01-11]. （原始内容存档于2022-10-19）.
4. ↑  Drwiega, Andrew. . Rotor & Wing. 26 March 2013  [4 December 2021]. ISSN 2473-2958. （原始内容存档于4 December 2021）.
5. ↑  . Russian Helicopters. 2013-12-17  [2020-01-11]. （原始内容存档于2017-01-16）.
6. 1 2  . military-today.com.   [2020-01-11]. （原始内容存档于2022-10-14）.
7. ↑  . Russian Helicopters. 2014-10-20  [2020-01-11]. （原始内容存档于2018-11-14）.
8. ↑  Perry, Dominic. . London: Flightglobal. 2016-01-04  [2016-01-04]. （原始内容存档于2016-01-26）.
9. 1 2  Butowski, Piotr. . Air International. March 2020, 98 (2): 53  [2021-12-06]. ISSN 0306-5634. （原始内容存档于2022-10-14）.
10. ↑  . Interfax. 2018-01-10  [2019-12-16]. （原始内容存档于2018-02-22）.
11. ↑  . bmpd.livejournal.com. 2018-11-24  [2018-12-14]. （原始内容存档于2022-10-16）.
12. ↑  . 2018-11-27. （原始内容存档于2018-11-28）.
13. ↑  . TASS. 2018-11-23  [2022-10-14]. （原始内容存档于2022-10-14）.
14. ↑  Karnozov, Vladimir. . AINonline. 2019-12-06  [2021-12-06]. （原始内容存档于2022-10-18）.
15. ↑  Butowski, Piotr. . Air International. Vol. 98 no. 4. April 2020: 62. ISSN 0306-5634.
16. ↑  .   [2022-10-14]. （原始内容存档于2022-10-14）.
17. ↑  .   [2022-10-14]. （原始内容存档于2022-10-14）.